# Sean Dulic
Sean Dulic (* 5. Juni 2005 in München) ist ein deutscher Fußballspieler. Der Abwehrspieler steht beim deutschen Drittligisten TSV 1860 München unter Vertrag.

## Sportlicher Werdegang
Dulic spielte Vereinsfußball beim FC Wacker München und schloss sich 2014 dem Nachwuchsbereich des TSV 1860 München an. Hier lief er später in der B-Junioren- sowie A-Junioren-Bundesliga auf. Im Sommer 2023 rückte er zeitweise in den Kader der Reservemannschaft der „Löwen“ auf, die in der fünftklassigen bayernliga Süd antrat. Am 26. Juli des Jahres debütierte er als Einwechselspieler beim 4:2-Heimerfolg über den FC Ismaning im Erwachsenenbereich, im weiteren Verlauf der Spielzeit 2023/24 gehörte er unregelmäßig zum Spieltagskader und kam dabei zu insgesamt fünf Spieleinsätzen. Im Sommer 2024 wurde er zusammen mit seinen Nachwuchsmannschaftskameraden Erion Avdija und Raphael Ott in den Kader der von Cheftrainer Argirios Giannikis betreuten Profimannschaft aufgenommen. In einer von Krankheiten überschatteten Hinrunde der Drittligasaison 2024/25 schaffte er es zunächst nur vereinzelt in den Spieltagskader, ehe er am 8. Dezember 2024 als Einwechselspieler für Lukas Reich beim 3:0-Auswärtserfolg bei Rot-Weiss Essen in Profifußball debütierte. In den folgenden Spielen stand er unter Giannikis als Außen- respektive Innenverteidiger in der Startelf, wo er sich auch nach einem Trainerwechsel zu Patrick Glöckner im Januar 2025 hielt.